# Stephen Garlick
Stephen Garlick (Swansea, 7 luglio 1959) è un attore gallese famoso per aver recitato nei film La più bella storia di Dickens (1970) e The Hostages (1975).

## Filmografia

### Attore
- Carry on Doctor (1967) Non accreditato
- Headline Hunters (1968)
- Circolo vizioso (Crossplot) (1969)
- Jackanory, nell'episodio "Stories about Railways: Night Train" (1970)
- La più bella storia di Dickens (Scrooge) (1970)
- Macbeth, nell'episodio 1x4 (1970)
- Look and Read, negli episodi "The Boy from Space: Part 1 - The Meteorite" (1971), "The Boy from Space: Part 2 - The Spinning Compass" (1971), "The Boy from Space: Part 3 - The Man in the Sand-pit" (1971), "The Boy from Space: Part 4 - In Danger" (1971), "The Boy from Space: Part 5 - The Hold-up" (1971), "The Boy from Space: Part 6 - Where Is Tom?" (1971), "The Boy from Space: Part 7 - The Hunt for the Car" (1971), "The Boy from Space: Part 8 - The Lake" (1971), "The Boy from Space: Part 9 - Captured!" (1971) e "The Boy from Space: Part 10 - In the Spaceship" (1971)
- The Sea Children (1973) Mediometraggio
- Le avventure di Black Beauty (The Adventures of Black Beauty), negli episodi "A Member of the Family: Part 1" (1973), "A Member of the Family: Part 2" (1973), "The Outcast" (1973), "Mission of Mercy" (1973), "Battle of Wills" (1973), "Out of the Night" (1973), "The Challenge" (1973), "Pocket Money" (1973), "Part 1" (1973), "Part 2" (1973), "Where's Jonah?" (1974), "A Ribbon for Beauty" (1974) e "Game of Chance" (1974)
- The Hostages (1975)
- The Tomorrow People, negli episodi "Into the Unknown: The Visitor" (1976), "Into the Unknown: The Father-Ship" (1976), "Into the Unknown: The Tunnel" (1976) e "Into the Unknown: The Circle" (1976)
- Two People, negli episodi "Blueprints" (1979), "Ructions" (1979), "Home and Away" (1979), "Fun and Games" (1979), "The Trouble with a Kitten" (1979) e "Back to Earth" (1979)
- Butterflies, nell'episodio "Ruby's Crisis" (1980)
- The Boy from Space (1980) Serie TV
- Minder, nell'episodio "The Son Also Rises" (1982)
- ITV Playhouse, nell'episodio "The Houseboy" (1982)
- Doctor Who (Doctor Who), negli episodi "Mawdryn Undead: Part One" (1983) e "Mawdryn Undead: Part Two" (1983)
- Heather Ann (1983) Film TV
- Lovejoy, nell'episodio "The Real Thing" (1986)
- The Chef's Apprentice, nell'episodio "The Mediaeval Apprentice" (1989)
- Metropolitan Police (The Bill), nell'episodio "Tottering" (1989)
- 30 Door Key (1991)

### Doppiatore
- La storia di Alice... fanciulla infelice (Shônen Jakku to Mahô-tsukai) (1967) Versione inglese
- Bröderna Lejonhjärta (1977) Versione inglese
- Dark Crystal (The Dark Crystal) (1982)
- Storyteller (The Storyteller), nell'episodio "Hans My Hedgehog" (1987) Non accreditato